# Mallinella biumbonalia
Mallinella biumbonalia là một loài nhện trong họ Zodariidae.
Loài này thuộc chi Mallinella. Mallinella biumbonalia được Jia-Fu Wang et al miêu tả năm 2009..